# Plank (Rheinberg)

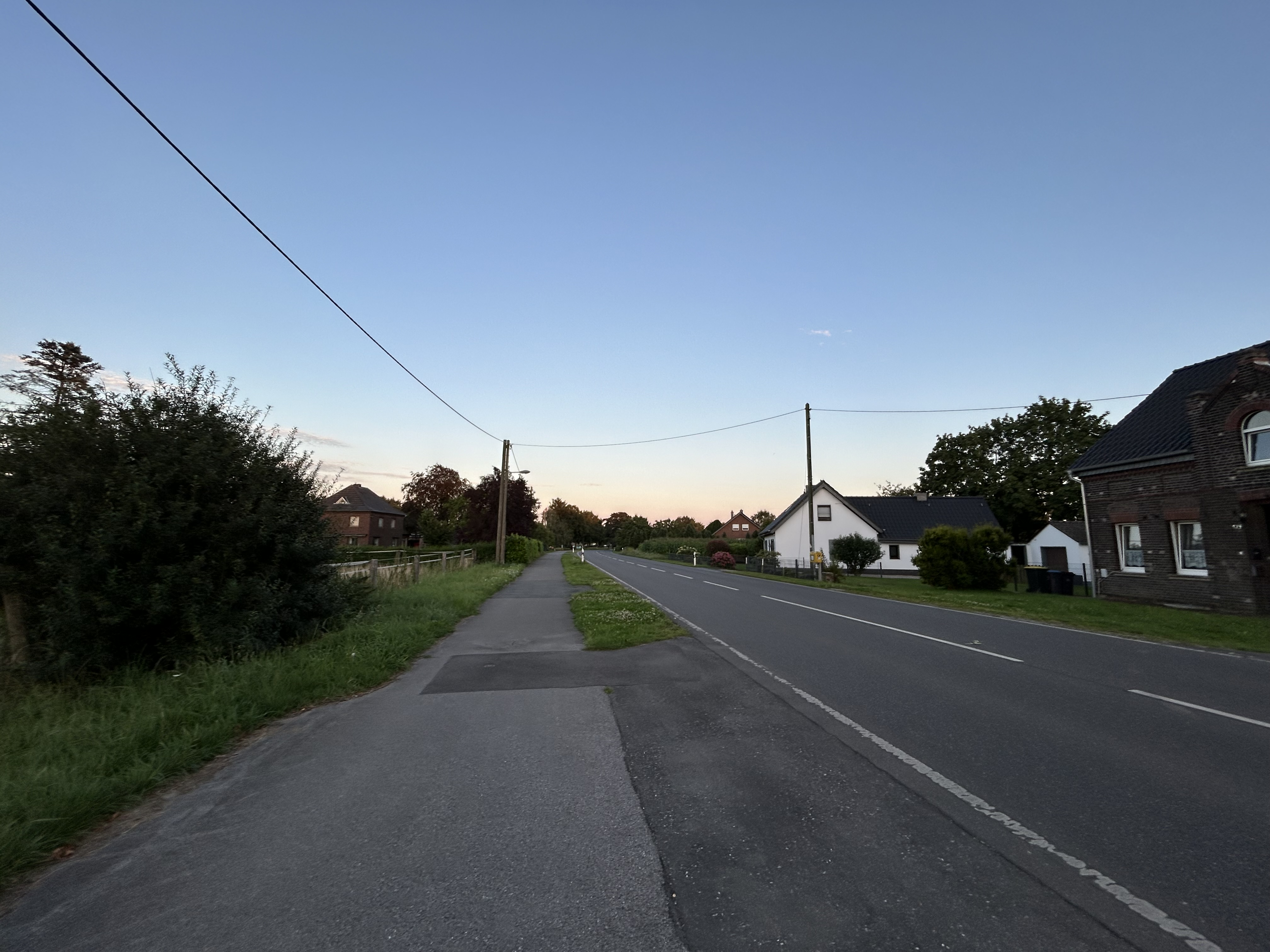
Plank aus westlicher Ansicht

Plank ist ein Weiler im Stadtbezirk Orsoy der Stadt Rheinberg, westlich von Orsoy und östlich von Budberg gelegen. Vor der kommunalen Umgliederung im Jahre 1975 gehörte Plank zur Stadt Orsoy. Der Weiler Plank wird vom Budberger Weiler Pelden durch eine Straße getrennt, die auch die Grenze zwischen den Stadtbezirk Orsoy und Budberg bildet.

## Geschichte
1832 werden an der Plank 19 Einwohner gezählt, alle protestantisch, die in insgesamt 4 Wohngebäuden lebten. 1885 werden 57 Einwohner in Plank gezählt. Diese lebten in 9 Wohngebäuden.